# Liechtenstein nos Jogos Olímpicos de Inverno da Juventude de 2012
O Liechtenstein participará dos Jogos Olímpicos de Inverno da Juventude de 2012, a serem realizados em Innsbruck, na Áustria. Até o momento, o país classificou três atletas, dois do esqui alpino e um do esqui cross-country.